# Коктал (Костанайская область)
Коктал (каз. Көктал) — село в Аулиекольском районе Костанайской области Казахстана. Входит в состав Шагалинского сельского округа. Находится примерно в 54 км к юго-востоку от районного центра — села Аулиеколь. Код КАТО: 393655200.

## Население
В 1999 году население села составляло 558 человек (277 мужчин и 281 женщина). По данным переписи 2009 года, в селе проживали 554 человека (274 мужчины и 280 женщин).